# Gerő János
Gerő János (Berettyóújfalu, 1927. január 5. – 2004. szeptember 29.) József Attila-díjas (1971) magyar író, újságíró, szerkesztő.

## Élete
Gerő János és Nagy Róza gyermekeként született.
1947-től pártfunkcionárius volt. 1947–48-ban a Népi Ifjúsági Szövetség titkára volt. 1948–49-ben az Egységes Parasztifjúságnál Szövetségének Bihar megyei titkára volt. 1949–50-ben a Nemzeti Parasztpárt Veszprém megyei titkára volt. 1951–52-ben a MOKÉP Pest megyei kirendeltségvezetője volt. 1952-től publikált novellákat. 1952-1954 között a Kulturális Kapcsolatok Intézetének irodalmi referense volt. 1954-ben kezdett újságírással foglalkozni. 1954–1957 között a Szabad Ifjúság, 1957–58-ban az Ország-Világ, 1958-tól pedig a Falusi Vasárnap munkatársa volt. 1959–1966 között az Ifjúkommunista, 1966–1968 között az Ifjúsági Magazin főszerkesztőjeként tevékenykedett. 1968-1987 között a Népszava kulturális rovatvezetője volt. 1987-ben nyugdíjba vonult. 1992-től a Magyar Alkotóművészek Országos Egyesületének elnökségi tagja volt.
2004. szeptember 29-én hunyt el.

## Magánélete
1949-ben feleségül vette Kecskés Teréziát. Két gyermekük született; Terézia (1950) és János (1953).

## Művei
- Viharban született (elbeszélések, 1954)
- A partizán (elbeszélés, 1957)
- Szerencse nélkül (elbeszélés, 1958)
- A Kék Sirályok (ifjúsági regény, 1960)
- Hét találkozás (elbeszélés, 1961)
- Fekete föld (elbeszélés, 1962)
- Útlevél a másvilágra (regény, 1965)
- A Duna foglyai (regény, 1968)
- Tiltott utakon (regény, 1968)
- A megtizedelt osztály (kisregény, 1970)
- Tévedni emberi dolog (kisregény, 1972)
- Az útnak nincs vége (regény, 1972)
- Kopog a tető (kisregény, elbeszélés, 1974)
- Előre megfontolt szándékkal (kisregény, 1976)
- Öt szomszéd és a többiek (elbeszélés, kisregény, 1979)
- Az előkerült falu és egy nyomozás története (ifjúsági regény, 1979)
- Vallomás a szülőföldről (regény, 1982)
- Kopog a tető (regény, 1985)
- Tankok és királyok (kisregény, 1985)
- Fecskefészek (meseregény, 1986)
- Az előkerült falu és egy nyomozás története (kisregény, 1986)
- Kicsi Biri királysága (kisregény, elbeszélés, 1987)
- Szőke nő fekete taxiban (regény, 1988)
- Évezredek üzenete. Miért vagyunk magyarok? (1994)

## Díjai
- Rózsa Ferenc-díj (1967)
- A Munka Érdemrend arany fokozata (1981)
- Szocialista Magyarországért (1986)
- A Magyar Köztársasági Érdemrend tisztikeresztje (2002)

## Külső hivatkozások
- Élet és Irodalom[halott link]
- A magyar irodalom története
- Kortárs Magyar Írók